# Azbresnica
Azbresnica es un pueblo ubicado en la municipalidad de Merošina, en el distrito de Nišava, Serbia.

## Superficie
Posee una superficie de 11,89 kilómetros cuadrados.

## Demografía
Hasta 2011 la población era de 726 habitantes, con una densidad de población de 61,05 habitantes por kilómetro cuadrado.